# Bobby Rahal
Bobby Rahal (n. 10 ianuarie 1953) este un fost pilot de curse auto american care a evoluat în Campionatul Mondial de Formula 1 în sezonul 1978. Actualmente este proprietar de echipe de sporturi auto.
1. ↑  Bobby Rahal